# Hyosciurus
Hyosciurus — рід гризунів родини Sciuridae, ендемічний для Сулавесі, Індонезія. Він містить такі види:
- Hyosciurus heinrichi
- Hyosciurus ileile

Назва роду є поєднанням грецьких слів hys, hyos, що означає «свиня», та skiouros, що означає «вивірка», що стосується морд, які відносно довгі порівняно з іншими білками.

## Характеристики
Hyosciurus heinrichi мешкає лише в центральних горах острова Сулавесі на висоті від 1500 до 2300 м, має довший тулуб і більші носові кістки, ніж рівнинна Hyosciurus ileile, яка зустрічається на півночі на висотах від 0 до 1700 м. Немає різниці в забарвленні шерсті; обидва види темно-коричневі зверху та позначені нерівними бежево-коричневими плямами. Довжина голови й тулуба становить 20 см, плюс хвіст 10 см.

## Спосіб життя
Про їхній спосіб життя майже нічого не відомо. Hyosciurus здається, проводять більшу частину часу на землі, пересуваючись крізь низьку рослинність у пошуках їжі. Саме тут вони також риють свої нори, використовуючи свої довгі кігті.